# 高雄市大專院校列表
高雄市是南臺灣的教育中心。高雄市擁有17所大專院校（不包括4所專上級的軍事院校和4所宗教院校），數目全國第三僅次於新北市的22所、臺北市的27所，高雄市大專院校學生數約為15萬。

## 高等教育

### 國立
| 學校名稱         | 創校時間 （復校/升格時間） | 學校前身                 | 學校地址                   | 網址                        |
| 國立中山大學     | 1924年 （1980年）          | 國立廣東大學             | [804]鼓山區蓮海路70號      | 連結 （页面存档备份，存于） |
| 國立高雄師範大學 | 1954年 （1989年）          | 臺灣省立高雄女子師範學校 | [802]苓雅區和平一路116號   | 連結 （页面存档备份，存于） |
| 國立高雄大學     | 2000年                     |                          | [811]楠梓區高雄大學路700號 | 連結 （页面存档备份，存于） |

### 私立
| 學校名稱            | 創校時間 （復校/升格時間） | 學校前身   | 學校地址                                                          | 網址                        |
| 高雄醫學大學        | 1953年 （1999年）          | 高雄醫學院 | [807]三民區十全一路100號                                          | 連結 （页面存档备份，存于） |
| 義守大學            | 1986年 （1997年）          | 高雄工學院 | 校本部 [840]大樹區學城路一段1號 醫學院區 [824]燕巢區義大路8號     | 連結 （页面存档备份，存于） |
| 實踐大學 (高雄校區) | 1995年 設立高雄校區        |            | 高雄校區 [845]內門區大學路200號 高雄教學中心 [802]苓雅區苓南路2號 | 連結 （页面存档备份，存于） |
| 一貫道天皇學院      | 2015年                     |            | [844]六龜區新寮里三民路81號                                       | 連結 （页面存档备份，存于） |

## 技職教育

### 國立
| 學校名稱         | 創校時間 （復校/升格時間） | 學校前身                                                       | 學校地址 | 網址                        |
| 國立高雄科技大學 | 1946年 （2018年）          | 國立高雄海洋科技大學 國立高雄應用科技大學 國立高雄第一科技大學 | 楠梓校區 [811]楠梓區海專路142號 旗津校區 [805]旗津區中洲三路482號 建工校區 [807]三民區建工路415號 燕巢校區 [824]燕巢區深中路58號 第一校區 [811]楠梓區卓越路2號 | 連結 （页面存档备份，存于） |
| 國立高雄餐旅大學 | 1995年 （2010年）          | 國立高雄餐旅管理專科學校                                       | [812]小港區松和路1號 | 連結 （页面存档备份，存于） |

### 私立
| 學校名稱             | 創校時間 （復校/升格時間） | 學校前身                 | 學校地址                     | 網址                        |
| 文藻外語大學         | 1966年 （2013年）          | 文藻女子外國語文專科學校 | [807]三民區民族一路900號     | 連結                        |
| 樹德科技大學         | 1997年 （2000年）          | 樹德技術學院             | [824]燕巢區橫山路59號        | 連結 （页面存档备份，存于） |
| 輔英科技大學         | 1958年 （2002年）          | 婦嬰高級助產職業學校     | [831]大寮區進學路151號       | 連結 （页面存档备份，存于） |
| 正修科技大學         | 1965年 （2003年）          | 正修工業專科學校         | [833]鳥松區澄清路840號       | 連結 （页面存档备份，存于） |
| 台鋼科技大學         | 1986年 （2005年）          | 高苑工業專科學校         | [821]路竹區中山路1821號      | 連結 （页面存档备份，存于） |
| 東方設計大學         | 1966年 （2010年）          | 東方工業技藝專科學校     | [829]湖內區東方路110號       | 連結 （页面存档备份，存于） |
| 樹人醫護管理專科學校 | 1969年 （2000年）          | 樹人高級藥劑職業學校     | [821]路竹區環球路452號       | 連結 （页面存档备份，存于） |
| 育英醫護管理專科學校 | 1963年 （2003年）          | 育英高級護理助產職業學校 | [807]三民區大昌二路420巷15號 | 連結 （页面存档备份，存于） |

## 終身教育
| 學校名稱         | 創校時間 （復校/升格時間） | 學校前身 | 學校地址                       | 網址 |
| 高雄市立空中大學 | 1997年                     |          | [812]高雄市小港區大業北路436號 | 連結 |

## 軍校
| 學校名稱               | 學校地址                   | 網址                        |
| 中華民國陸軍軍官學校   | [830]鳳山區維武路1號       | 首頁 （页面存档备份，存于） |
| 中華民國海軍軍官學校   | [813]左營區軍校路669號     | 首頁 （页面存档备份，存于） |
| 中華民國空軍軍官學校   | [820]岡山區介壽西路西首1號 | 首頁 （页面存档备份，存于） |
| 空軍航空技術學院       | [820]岡山區介壽西路198號   | 首頁                        |
| 中華民國海軍陸戰隊學校 | [813]左營區軍校路669號     | 首頁 （页面存档备份，存于） |
| 陸軍步兵訓練指揮部     | [830]鳳山區鳳頂路1000號    | 首頁                        |
| 陸軍工兵訓練中心       | [824]燕巢區中西路1號       | 首頁                        |

## 宗教研修學院

### 佛教研究院/佛教學院
| 學校名稱       | 學校地址            | 網址 |
| 中國佛教研究院 | [840]大樹區佛光山寺 |      |
| 東方佛教學院   | [840]大樹區佛光山寺 |      |
| 佛光山叢林學院 | [840]大樹區佛光山寺 | 首頁 |

### 基督教研究院/基督教學院
| 學校名稱       | 學校地址                 | 網址                        |
| 真道神學研究院 | [807]三民區明賢街65號1樓 | 首頁 （页面存档备份，存于） |
| 聖光神學院     | [800]新興區河南二路二號  | 首頁                        |
| 大使命神學院   | [804]鼓山區博愛一路583號 |                             |